# هلن تارستین
هلن تارستین (انگلیسی: Helene Tursten؛ زادهٔ ۱۷ فوریهٔ ۱۹۵۴) نویسنده اهل سوئد است. آثار هلن در گونه داستان‌های جنایی
جا می‌گیرد. شخصیت اصلی داستان‌های او ایرنه هاس است.  او قبل از اینکه نویسندگی کند، به عنوان یک پرستار و سپس یک دندان‌پزشک مشغول به کار بود، اما به دلیل بیماری مجبور به ترک شغل خود شد. در طول بیماریش او به عنوان مترجم مقالات پزشکی فعالیت می‌کرد.